# Mastectomía
La mastectomía es el término médico para la extirpación quirúrgica de una o ambas mamas de manera parcial o completa.

## Tipos
- Mastectomía subcutánea: Si se extirpa sólo la glándula pero se conserva la piel de la mama, la areola y el pezón.[2][3]

- Mastectomía simple: La extirpación de la mama completa, incluida la piel que la cubre, la areola y el pezón.

- Mastectomía radical: La extirpación de la mama completa acompañada de los ganglios linfáticos de la axila y de porciones variables de los músculos pectorales. En la mastectomía radical modificada se preservan los músculos pectorales o como máximo se extirpa solo el pectoral menor con objeto de facilitar el acceso a la región más interna de los ganglios linfáticos axilares, es una cirugía no conservadora, pues no conserva la glándula mamaria, pero no se realiza vaciamiento axilar como en la mastectomía radical.

- Mastectomía profiláctica : este procedimiento se utiliza como medida preventiva contra el cáncer de mama. La cirugía tiene como objetivo extirpar todo el tejido mamario que potencialmente podría convertirse en cáncer de mama. La cirugía generalmente se considera cuando la persona tiene BRCA1 o BRCA2.mutaciones en sus genes. El tejido que se encuentra justo debajo de la piel hasta la pared torácica y alrededor de los bordes del seno debe extraerse de ambos senos durante este procedimiento. Debido a que el cáncer de mama se desarrolla en el tejido glandular, también se deben extirpar los conductos y los lóbulos. Debido a que la región es tan amplia, desde la clavícula hasta el margen inferior de la costilla y desde la mitad del pecho alrededor del costado y debajo del brazo, es muy difícil eliminar todo el tejido. Esta mutación genética es un factor de alto riesgo para el desarrollo de cáncer de mama, antecedentes familiares o hiperplasia lobulillar atípica (cuando las células irregulares recubren los lóbulos de la leche). Se dice que este tipo de procedimiento reduce el riesgo de cáncer de mama en un 100%. Sin embargo, otras circunstancias pueden afectar el resultado.[4]

## Indicaciones médicas
La mastectomía usualmente se realiza para luchar contra el cáncer de mama; en algunos casos, las personas que presentan alto riesgo de contraer cáncer de mama se hacen la operación profilácticamente, es decir, para prevenir el cáncer en lugar de para tratarlo. En contraste en una tumorectomía, solo una porción de tejido es extirpada en lugar de todo el seno.
También se ha visto como una opción a personas que presentan disforia corporal o en casos de disforia de género para que tengan mayor comodidad y calma emocional aunque en estos casos suelen ser únicamente estéticos.

## Diagnóstico
A menudo la mastectomía era realizada durante la misma operación en la cual se tomaba la biopsia para confirmar el diagnóstico. Hoy en día, la decisión de hacer una mastectomía es usualmente basada en una biopsia realizada previamente. También, hay una tendencia a un tratamiento más conservador con el cáncer de seno. La práctica ha cambiado, por una parte, debido a las mejoras en radioterapia y tratamiento coadyuvante (por ejemplo quimioterapia y terapia hormonal) y por otra parte en un reconocimiento más temprano de la metástasis del cáncer de seno.

## Pronóstico
La escisión radical no prevendrá contra tumores secundarios posteriores que ocurran como resultado de micro-metástasis que hayan ocurrido antes de haber sido descubierto el cáncer. En los países más desarrollados solo una minoría de los nuevos casos de cáncer de mama son tratados con mastectomía.

## Reconstrucción mamaria
La cirugía plástica viene a ofrecer una opción terapéutica para recuperar la identidad perdida y mejorar la calidad de vida. Con la reconstrucción mamaria se intenta reparar el daño psicofísico producido por la cirugía oncológica. Entre el tratamiento oncológico y el tratamiento reconstructivo es necesario el acompañamiento del paciente, en ese período, por psicólogos (psicoterapia).